# Physopleurus crassidens
Espèce
Physopleurus crassidens est une espèce d'insectes coléoptères de la famille des cérambycidés, de sous-famille des Prioninae et de la tribu des Mallodontini.

## Dénomination
- L'espèce a été décrit par l'entomologiste anglais Henry Walter Bates en 1869.

### Synonymie
- Mallodonhoplus crassidens (Bates, 1869)
- Stenodontes crassidens (Lameere, 1902)

### Articles liés
- Physopleurus
- Galerie des Cerambycidae